# Cửa khẩu Mỹ Quý Tây
Cửa khẩu Mỹ Quý Tây là cửa khẩu quốc gia tại vùng đất xã Mỹ Quý Tây huyện Đức Huệ tỉnh Long An, Việt Nam .
Cửa khẩu Mỹ Quý Tây thông thương với cửa khẩu Sam Reong (Sam Rông) tỉnh Svay Rieng, Campuchia .
Cửa khẩu ở gần chỏm vùng lồi mỏ vẹt trên biên giới Việt Nam - Campuchia.

## Hoạt động
Cửa khẩu Mỹ Quý Tây nằm trong diện quy hoạch phát triển theo QĐ số 1490/QĐ-TTg ngày 26/08/2013 của Thủ tướng Chính phủ về phê duyệt quy hoạch phát triển hệ thống cửa khẩu biên giới đất liền Việt Nam - Campuchia đến năm 2020 .
Tuy nhiên có thời gian năm 2014 tại đây đã có quy định "chẳng giống ai" là "giao thương hàng hóa chỉ được phép đi bộ hoặc đi xe 2 bánh" mà cấm ô tô, làm cho nó thành nơi hoang vắng .
Năm 2016 cửa khẩu là điểm nóng về người vượt biên sang Campuchia đánh bạc .